# Dwie wieże (gra komputerowa)
Dwie wieże – polska komputerowa gra przygodowo-zręcznościowa wydana w 1993 roku przez firmę ASF s.c. Gracz kieruje w niej czarownicą poszukującą specjalnego zaklęcia. Zadaniem jest znalezienie artefaktu przy wykorzystaniu logicznego myślenia i zręczności.
Dwie wieże znalazły się w galerii 15 kultowych gier polskich na stronie Imperium Gier.